# Ninlil
În religia sumeriană , Ninlil (𒀭𒊩𒌆𒆤 D NIN .LÍL „ Stăpâna vântului sau Stăpâna văzduhului”), numită și Sud , în asiriană numită Mulliltu , este zeița consoartă a lui Enlil . Filiația ei este descrisă diferit. Cel mai frecvent este numită fiica lui Nunbarsegunu sau Ninshebargunnu (o zeiță a orzului) sau a lui Nisaba, zeița recoltelor, mai apoi a științelor și Haia (zeul magazinelor). O altă sursă akkadiană spune că este fiica lui Antu (Sumerian Ki ) și Anu (alias An). Alte surse o numesc fiica lui Anu și a mamei sale, Nammu.